# Mechanitis mantineus
Mechanitis mantineus är en fjärilsart som beskrevs av William Chapman Hewitson 1869. Mechanitis mantineus ingår i släktet Mechanitis och familjen praktfjärilar. Inga underarter finns listade i Catalogue of Life.